# Foucaultove struje
Foucaultove struje su električne struje velike jakosti, koje nastaju u unutrašnjosti metalnih vodiča podvrgnutih djelovanju promjenljivoga magnetskoga polja. Zbog toga što teku u zatvorenim krivuljama nalik vrtlozima, nazivaju se i vrtložne struje. U električnim strojevima (električni generator, transformator) one su nepoželjne jer zagrijavaju metalnu armaturu, što je dvostruko štetno: izazivaju gubitak energije i povišenje radne temperature stroja. Kako bi se Foucaultove struje smanjile ili oslabile, metalni se dijelovi električnih strojeva izrađuju od tankih lamela ili limova (0,3 do 5,5 mm debljine) međusobno razdvojenih izolatorom (slojem laka ili tankoga papira). Foucaultove struje mogu se i korisno upotrijebiti (kod indukcijskih peći, elektrodinamičkih prigušivača, elektromagnetskih kočnica na vozilima i drugo).

## Objašnjenje
Objesi se debela bakrena ploča tako da se može slobodno njihati između polova jakog elektromagneta. Pusti se električna struja kroz elektromagnet i ploča će se zaustaviti kao u nekoj gustoj tekućini. To je zbog toga što se u ploči, koja siječe magnetske silnice, induciraju takozvane vrtložne struje, koje prema Lenzovu zakonu imaju takav smjer da nastoje spriječiti uzrok, u ovom slučaju njihanje, zbog čega su nastale. Posljedica vrtložnih struja je zagrijavanje bakrene ploče. 
Vrtložne struje predstavljaju vrlo važan tehnički problem beskorisnog trošenja električne energije u velikim željeznim dijelovima električnih strojeva. Zato se kod električnih strojeva ne upotrebljavaju puni čelični komadi nego se oni prave iz više izoliranih tankih limova koji se postavljaju tako da vrtložne struje teku okomito na njihovu površinu. Time se donekle sprječava stvaranje topline, ali se vrtložne struje ne mogu potpuno ukloniti.